# Li Maocuo
Li Maocuo (* 20. Oktober 1992) ist eine chinesische Geherin. Bei den Weltmeisterschaften 2019 gewann sie im 50-km-Gehen die Silbermedaille.